# 蓮潟村
蓮潟村（はすがたむら）は、かつて新潟県北蒲原郡にあった村。

## 沿革
- 1889年（明治22年）4月1日 - 町村制施行に伴い北蒲原郡蓮潟新田が村制（新田）施行し、蓮潟新田（はすがたしんでん）が発足。
- 1894年（明治27年）5月18日 - 名称を蓮潟村に変更。
- 1906年（明治39年）4月1日 - 北蒲原郡聖籠村、蓮野村、藤井村（一部）と合併し、聖籠村を新設して消滅。